# 大石順教

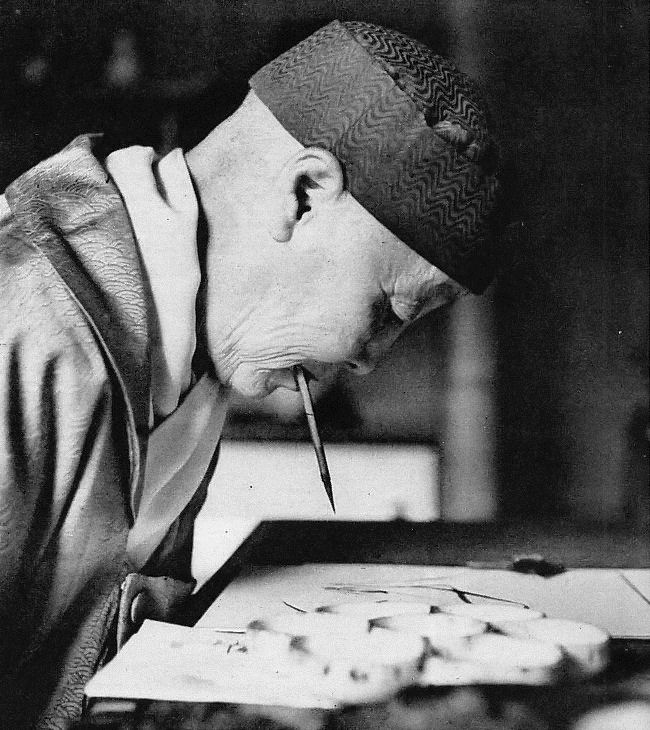
大石順教

大石 順教（おおいし じゅんきょう、本名：よね、芸妓名：妻吉 1888年3月14日 - 1968年4月21日）は、元・大阪堀江の芸妓、日本画家、真言宗山階派の尼僧。大阪市出身。本名は大石米子。仏光院の自坊で遷化（世寿81歳）。
但し『歌日記』にれば本名は「米子」でなく「よね」、また次女でなく長女となっている。

## 生涯
道頓堀付近の「二葉寿し」の次女として生まれた。生まれて間もなく養子に出され、幼少の頃、山村流に師事し、1899年（明治32年）、名取となる。1901年（明治34年）、堀江のお茶屋（貸座敷）「山梅楼」（やまうめろう）の芸妓になり「妻吉」と名乗り、その主人である中川萬次郎の養女となる。そこで舞を精進していたが、1905年（明治38年）、養父の萬次郎が内縁の妻に対する邪推から楼内で刀を振るい、6人を殺傷（「堀江六人斬り事件」）、事件に巻き込まれた妻吉は両腕を切断されながらも、一命をとり止めた。その後、彼女は地方（じかた、演奏する芸妓）に転向し長唄、地歌などを披露しつつ二代目三遊亭金馬の一座などに入り、松川家妻吉の名で旅の巡業をはじめるようになった。その間、巡業先の仙台の旅館でカナリアが嘴で雛に餌をやる光景を見たことをきっかけに、口で字を書く技法を習得する。出家して尼僧になろうと考え、持明院の高僧・藤村叡運（1848年－1917年）に相談すると「まず人の妻、人の母になってからだ」と諭され、いったん断念した。1912年（明治45年）、日本書画家山口草平と結婚、同年に長男、1917年（大正6年）に長女をもうけた。しかし夫の不倫により、1927年（昭和2年）に協議離婚し、身体障害者の相談を始める。
子供を抱えて東京・渋谷で更紗絵を描いて生計を立てたのち、1931年（昭和6年）に大阪の高安に庵を建て尼僧を志し、婦女子のための収容施設を作り、教育した。萱野正之助・タツ夫婦が菩提親となり、高野山天徳金山大僧正を師として、1933年（昭和8年）に高野山金剛峯寺にて得度し、名を「順教」（じゅんきょう）と改める。以来、仏道の毎日を送る傍ら、1936年（昭和11年）に京都市山科の勧修寺に移住し、身障者の相談所「自在会」を設立し、自分と同じ立場の身体障害者の自立を支援する福祉活動に励み、1951年（昭和26年）に塔頭寺院・佛光院を建立。1955年、口筆写経が日展に入選し、晩年まで書画の道を全うした。1968年（昭和43年）、心筋梗塞により佛光院で入滅（死去）、遺体を献体した。
1939年に身体障害のある大塚全教が師事、のち障害者自立支援施設「この花会」を引き継いだ。

## 著書
- 『堀江物語 妻吉自叙伝』大石米子 駸々堂書店 1930　大空社、1999　日本図書センター、2001
- 『無手の法悦 妻吉物語』大蔵出版 1949　春秋社 1968
- 『たなこころ』高野山出版社 1952
- 『生き抜く力』大石順教尼著 大石順教尼遺徳顕彰会発行・非売品 1980年4月
- 『大石順教尼　歌日記』大石慈峰 大石順教尼遺徳顕彰会発行・非売品 1980年4月
- 『大石順教尼遺作集』大石順教尼遺徳顕彰会編 春秋社 1984

## 参考資料
- 「大石順教先生のご紹介」（Yoshiのホームページより）